# Anton Grundel
Anton Grundel, född 5 mars 1990 i Karlstad, är en svensk före detta ishockeyspelare som spelade för Färjestads BK.
Det var efter en olycka på isen där han drabbades av en hjärnskakning som fick honom att ta beslutet att hockeykarriären är över.

## Spelarkarriär
Grundel fick redan säsongen 2007/08 göra elitseriedebut för Färjestad. Han var periodvis utlånad till division 1-laget Skåre BK.  
Han har även representerat det svenska juniorlandslaget vid ett antal tillfällen.
Inför säsongen 2015/2016 valde Grundel att skriva på ett ettårskontrakt med nykomlingen Karlskrona HK I SHL. Han noterades för 37 spelade matcher och 13 poäng i Karlskrona. 
Vid sidan av ishockeyn så har Grundel ett stort jakt- och fiskintresse.